# В то далёкое лето…
«В то далёкое лето…» — советский художественный фильм по мотивам повести Надежды Надеждиной «Партизанка Лара», рассказывающий о подвиге во время Великой Отечественной войны 13-летней ленинградской партизанки Ларисы Михеенко.
Фильм был популярен в 1970-х годах и вызвал много откликов среди пионеров.

## Сюжет
В основе сюжета картины подвиг и мужество юной партизанки Ларисы Михеенко.
Пионерка Лариса Михеенко летом 1941 года приехала на каникулы к бабушке и дяде. С началом войны её дядя вступил в полицаи, выгнав Ларису с бабушкой из дома. Лариса ушла к партизанам, став их разведчицей, помогала раненым. А также докладывала обстановку в деревнях, где свирепствовали немцы. В отряде Лара знакомится с адъютантом командира отряда Мишей; они становятся друзьями. Во время боя Миша получает ранение, и его отправляют на операцию, а Лара остаётся, но затем возвращается домой. Разыскивая Ларису, фашисты забрали в комендатуру её бабушку. Бесстрашная пионерка, взяв с собой гранату, пришла к немцам сама. Во время допроса она бросает гранату и подрывает себя вместе с фашистами. В финальной сцене фильма пионеры клянутся верно служить родине.

## В ролях
- Лариса Баранова — Лариса
- Оля Бондарева — Люба
- Лена Орлова — Клава
- Володя Магденков — Миша
- Антонина Павлычева — Бабушка
- Игорь Ефимов — Трофим
- Лилия Гурова — Авдотья
- Юрий Гончаров — Командир отряда, Юрий Михайлович
- Николай Годовиков — Начальник разведки
- Павел Первушин — Дед Егор

В эпизодах
- Николай Крюков — Рудольф
- Сергей Кошеваров — Хазов, партизан
- П. Кадочников
- Владимир Лосев
- Евгений Леонов (в титрах Б. Леонов)
- Коля Макаров (в титрах Н. Макаров)
- Константин Малахов
- Любовь Малиновская — тётя Паша
- Фёдор Налетов
- Фёдор Никитин — Николай Михайлович, учитель
- Анатолий Подшивалов — немецкий солдат
- Владимир Сидоров
- Владимир Скоропад
- Любовь Тищенко
- В. Трубицын
- Елена Тодорова
- Георгий Тейх — немецкий обер-лейтенант
- Марина Юрасова — Татьяна, мать Ларисы

## Отличия от книги
- В книге граната у Ларисы не взорвалась и её расстреляли.
- В книге учитель Лары в деревне был расстрелян, в фильме же он остался жив.
- В книге Лара познакомилась с Мишей в партизанском отряде, в фильме же они познакомились раньше, чем она вступила в отряд.
- В книге на самолёте хотели отправить не только Мишу, но и Лару, но она сбежала, а затем вернулась после того, как самолёт улетел.

## Отзывы
Фильм был неоднозначно встречен критиками. Отмечая умение режиссёра работать с актёрам-детьми, а также их игру, обозреватель журнала «Спутник кинозрителя» Р. Соболев писал: «Сегодня и дети много знают, много видят и поэтому оценят только истинное произведение киноискусства, а не мелодраматическое сюсюканье. Нельзя представлять фашистов в виде одних дураков — дети должны знать цену, которую заплатили их отцы и деды в Отечественной войне. Нельзя заставлять всех героев фильма говорить одним и тем же корявым языком — дети должны осваивать все богатства русского языка. Нельзя вооружать партизан 41-го года оружием нашего времени — дети знают технику, в том числе и военную, и не приемлют „клюкву“.»
В 1975 году фильм был награждён Почётной грамотой Центрального Совета Всесоюзной пионерской организации имени В. И. Ленина.